# Agamemnon iphimedeia
Agamemnon iphimedeia är en insektsart som beskrevs av Moxey 1971. Agamemnon iphimedeia ingår i släktet Agamemnon och familjen Pseudophasmatidae. Inga underarter finns listade i Catalogue of Life.